# Zainap Gašaeva
Zainap Gašaeva (Tekeli, 1953) è un'attivista russa di etnia cecena per i diritti umani.

## Biografia
Nata nel 1953 in una famiglia cecena deportata in Kazakistan, è tornata a vivere a Groznyj all'età di 13 anni. Ha studiato economia all'Università di Groznyj, trasferendosi a Mosca nel 1989, dove fondò una piccola società di consegne. Vive in esilio in Svizzera dal gennaio 2011.

## Attività
Lo scoppio della prima guerra cecena e le stragi che l'accompagnarono la convinsero a documentare le violazioni dei diritti umani durante il conflitto, svolgendo ricerche per raccogliere documenti e testimonianze al riguardo. Nel fondò l'associazione "Écho de la guerre", che si occupa di orfani ceceni. Continuò il suo lavoro investigativo durante la seconda guerra cecena. Durante questo periodo, strinse amicizia con la famosa giornalista russa Anna Politkovskaja, assassinata nel 2006.
Un orfanotrofio da lei aperto per 30 bambini, sostenuto dalla Caritas francese, è stato chiuso dopo tre anni, nell'ambito della politica del governo di non lasciare tracce della guerra.

## Riconoscimenti
La sua azione umanitaria le è valsa, nel 2002, il riconoscimento internazionale della "Fondazione per la libertà e i diritti umani" di Berna. Il regista svizzero Éric Bergkraut le ha dedicato il documentario "Coca, la colomba della Cecenia", uscito in Francia nel 2006. Questo film è valso al regista, e alla stessa Zainap Gashaeva, l'"International Human Rights Movie Award" a Berlino nel 2007.